# Калква
Калква (груз. ქალქვა) — село в Грузії.
За даними перепису населення 2014 року в селі проживає 124 особи.